# Рефоско, Мауро
Мауро Рефоско (порт. Mauro Refosco) — бразильский перкуссионист. Наиболее известен благодаря сотрудничеству с американской рок-группой Red Hot Chili Peppers.

## Образование и карьера
Мауро Рефоско родился в самом южном штате Бразилии Санта-Катарине. Затем, в 1992, переехал в Нью-Йорк с целью получить образование в Манхэттенской музыкальной школе. Рефоско написал музыку для проектов театра Офф-Бродвей, является создателем саундтреков к фильмам, а также выступает в нескольких музыкальных группах.
Рефоско получил степень бакалавра перкуссии в Государственном университете Сан-Пауло в 1990, а также степень магистра в Манхэттенской музыкальной школе в 1994. После завершения обучения он начал записываться и выступать с несколькими американскими артистами. Начиная с 1994, Рефоско выступает с Дэвидом Бирном, из последних следует отметить выступление с 2008 по 2009 года с Брайаном Ино в поддержку их совместного альбома, Everything that Happens Will Happen Today.
Мауро также является участником коллектива Atoms for Peace, образованного Томом Йорком, с целью записи сольного материала.
Рефоско участвовал в записи нескольких треков Red Hot Chili Peppers с последнего альбома I’m With You, после чего отправился в тур с калифорнийской группой как приглашённый перкуссионист. В свободное от гастролей время Мауро Рефоско работает со своей группой Forro in the Dark, находящейся в Нью-Йорке и состоящей из бразильских музыкантов. Коллектив играет в стиле forro, традиционном музыкальном жанре, берущем своё происхождение с Северо-Востока Бразилии.

## Дискография
Forro in the Dark
- Bonfires of São João (2006)
- Light a Candle (2009)

Red Hot Chili Peppers
- I’m With You (2011)
- Red Hot Chili Peppers Live: I’m with You (2011)
- Official Bootlegs (2011—2013)
- 2011 Live EP (2012)
- I’m With You Sessions (2012—2013)
- I’m Beside You (2013)

David Byrne and St. Vincent
- Love This Giant (2012)

Atoms for Peace
- Amok (2013)